# Coupe d'Islande de football 1984
La coupe d'Islande 1984 de football est la 25e édition de la Coupe nationale de football.
Elle s'est disputée du 23 mai 1984 au 26 août 1984, avec la finale jouée au Laugardalsvöllur à Reykjavik.
La Coupe revêt une haute importance puisque le vainqueur est qualifié pour la Coupe des Coupes (Si un club gagne à la fois le championnat et la Coupe, c'est le finaliste de la Coupe qui prend sa place en Coupe des Coupes).
Les 10 clubs de 1. Deild ne rentrent qu'en huitièmes de finale, alors que les clubs des divisions inférieures entrent au fur et à mesure des 3 tours préliminaires. Les équipes se rencontrent sur un  match simple. En cas de match nul, une séance de tirs au but détermine le vainqueur (Les équipes n'ont plus à rejouer le match comme lors des éditions précédentes).
L'ÍA Akranes conserve son titre en s'imposant en finale contre le Fram Reykjavik, promu en 1. Deild cette saison. Il remporte la 4e Coupe d'Islande de son histoire et réalise le doublé Coupe-Championnat pour la 2e saison d'affilée. Cette victoire permet à son adversaire de se qualifier pour la Coupe des Coupes. 

## Premier tour
| Équipe 1                | Résultat | Équipe 2                    |
| ----------------------- | -------- | --------------------------- |
| Víðir Garður (D2)       | 1 - 0    | Hafnir                      |
| Armann Reykjavik        | 0 - 1    | UMF Grindavík               |
| þrottur Norðfjörður     | 1 - 0    | Leiknir Faskrúsfjörður (D4) |
| Hrafnkell Fr.           | 1 - 3    | Austri Eskilfjörður         |
| Valur Reyðarfjörður     | 1 - 2    | Einherji (D2)               |
| Völsungur Húsavík (D2)  | 2 - 1    | Leiftur Ólafsfjörður (D3)   |
| Magni Grenivík          | 0 - 1    | Tindastóll Sauðárkrókur     |
| FH Hafnarfjörður (D2)   | 6 - 2    | IR Reykjavik                |
| Stokkseyri              | 1 - 4    | Fylkir Reykjavik (D3)       |
| UMF Selfoss             | 3 - 1    | Haukar Hafnarfjörður        |
| Huginn Seyðisfjörður    | 2 - 0    | Sindri Höfn                 |
| ÍB Ísafjörður (D2)      | 4 - 0    | Vikverji                    |
| Vorboðinn Akureyri      | 2 - 4    | Vaskur                      |
| ÍBV Vestmannaeyjar (D2) | 5 - 1    | HV Ísafjörður               |
| Reynir Sandgerði (D3)   | 2 - 0    | UMF Njarðvík (D2)           |
| Léttir                  | 0 - 3    | Augnablik                   |
| Arvakur Háskola         | 0 - 1    | Vikingur Ólafsvík           |

## Deuxième tour
| Équipe 1                | Résultat | Équipe 2                     |
| ----------------------- | -------- | ---------------------------- |
| UMF Skallagrimur (D2)   | 1 - 3    | Stjarnan Gardabaer           |
| ÍB Ísafjörður (D2)      | 4 - 0    | Augnablik                    |
| Fylkir Reykjavik (D3)   | 4 - 0    | Afturelding Mosfellsbær      |
| ÍBV Vestmannaeyjar (D2) | 5 - 0    | IK Kopavogur                 |
| þrottur Norðfjörður     | 2 - 0    | Huginn Seyðisfjörður         |
| Austri Eskilfjörður     | 2 - 1    | Einherji (D2)                |
| Vaskur                  | 0 - 2    | KS Siglufjörður (D2)         |
| Völsungur Húsavík (D2)  | 2 - 0    | Tindastóll Sauðárkrókur (D2) |
| Leiknir Reykjavik       | 1 - 9    | Vikingur Ólafsvík            |
| FH Hafnarfjörður (D2)   | 7 - 0    | Snaefell                     |
| UMF Selfoss             | 1 - 0    | Reynir Sandgerði (D3)        |
| Víðir Garður (D2)       | 2 - 1    | UMF Grindavík                |

## Troisième tour
| Équipe 1                | Résultat | Équipe 2               |
| ----------------------- | -------- | ---------------------- |
| Víðir Garður (D2)       | 1 - 0    | UMF Selfoss            |
| ÍBV Vestmannaeyjar (D2) | 6 - 0    | Stjarnan Gardabaer     |
| Vikingur Ólafsvík       | 2 - 1    | FH Hafnarfjörður (D2)  |
| ÍB Ísafjörður (D2)      | 1 - 0    | Fylkir Reykjavik (D3)  |
| KS Siglufjörður (D2)    | 1 - 2    | Völsungur Húsavík (D2) |
| þrottur Norðfjörður     | 0 - 3    | Austri Eskilfjörður    |

## Huitièmes de finale
- Entrée en lice des 10 équipes de 1. Deild

| Équipe 1                | Résultat | Équipe 2                  |
| ----------------------- | -------- | ------------------------- |
| Vikingur Ólafsvík       | 1 - 2    | Völsungur Húsavík (D2)    |
| Austri Eskilfjörður     | 2 - 3    | þor Akureyri (D1)         |
| Valur Reykjavik (D1)    | 3 - 3    | KA Akureyri (D1)          |
| ÍB Ísafjörður (D2)      | 0 - 1    | Fram Reykjavik (D1)       |
| ÍBV Vestmannaeyjar (D2) | 0 - 3    | ÍA Akranes (D1)           |
| Víðir Garður (D2)       | 1 - 5    | Breiðablik Kopavogur (D1) |
| KR Reykjavik (D1)       | 5 - 1    | ÍBK Keflavík (D1)         |
| þrottur Reykjavik (D1)  | 3 - 1    | Vikingur Reykjavik (D1)   |

## Quarts de finale
| Équipe 1                  | Résultat | Équipe 2               |
| ------------------------- | -------- | ---------------------- |
| Breidablik Kopavogur (D1) | 0 - 0    | ÍA Akranes (D1)        |
| KA Akureyri (D1)          | 2 - 2    | þrottur Reykjavik (D1) |
| KR Reykjavik (D1)         | 2 - 1    | þor Akureyri (D1)      |
| Völsungur Húsavík (D2)    | 0 - 7    | Fram Reykjavik (D1)    |

## Demi-finales
| Équipe 1            | Résultat | Équipe 2               |
| ------------------- | -------- | ---------------------- |
| ÍA Akranes (D1)     | 2 - 0    | þrottur Reykjavik (D1) |
| Fram Reykjavik (D1) | 3 - 1    | KR Reykjavik (D1)      |

## Finale
| 26 août 1984 | ÍA Akranes (D1)                               | 2 - 1 a.p | Fram Reykjavik (D1)     | Laugardalsvöllur, Reykjavik |                     |
|              | Guðbjörn Tryggvasson 88e · Arni Sveinsson 91e |           | Guðmunður Steinsson 53e | Spectateurs : 3 675         | Spectateurs : 3 675 |
|              | (Rapport)                                     |           |                         | Spectateurs : 3 675         | Spectateurs : 3 675 |

- L'ÍA Akranes remporte sa 4e Coupe d'Islande. Également champion d'Islande, il permet au Fram Reykjavik de se qualifier pour la Coupe des Coupes 1985-1986.